# Stigmatophora albosericea
Stigmatophora albosericea är en fjärilsart som beskrevs av Moore 1877. Stigmatophora albosericea ingår i släktet Stigmatophora och familjen björnspinnare. Inga underarter finns listade i Catalogue of Life.